# Au pied du mur (roman de Holding)
Pour les articles homonymes, voir Au pied du mur.
Au pied du mur (The Blank Wall) est un roman policier américain de Elisabeth Sanxay Holding publié en 1947. 
Le roman est traduit en français et est publié dans la Série noire en 1953.

## Traduction
La traduction française est de Gérard Horst et Jeanne-G. Marquet.

## Critique
Selon le Dictionnaire des littératures policières, « féministe avant la lettre, ce roman dénonce la condition de la « femme au foyer ». Son héroïne surmonte l'angoisse, la violence et le remords pour protéger les siens. Elle n'en sortira pas indemne, mais incontestablement grandie ». Pour Claude Mesplède, l'auteure « n'a pas sa pareille pour brosser de biens convaincants portraits et lécher de superbes études de caractères. (...) Ils rendent compte du talent et de l'acuité d'observation de la romancière ». Pour Le Figaro, « l'extrême finesse des sentiments ajoute un étonnant supplément d'âme qui donne à ce petit chef-d’œuvre une troublante modernité ».

## Éditions
Ce roman est annoncé comme le numéro 24 de la Série blême, mais cette collection s'arrête après le numéro 22. 
La seconde édition dans la collection Série noire, fait rarissime avec un nouveau numéro, est publiée avec un bandeau rouge marqué Suspense.
- Éditions Gallimard, coll. « Série noire » no 159 (1953)
- Éditions Gallimard, coll. « Série noire » no 1051 (1966)
- Éditions Baker Street (2013) (traduction revue et mise à jour par Françoise Jaouën)  (ISBN 978-2-917559-32-1)
- Éditions Points, coll. « Points. Roman noir » no P3395 (2014)  (traduction revue et mise à jour par Françoise Jaouën)  (ISBN 978-2-7578-4822-7)

## Adaptations
- 1949 : Les Désemparés (The Reckless Moment), film américain réalisé par Max Ophüls[4], avec James Mason et Joan Bennett
- 2001 : Bleu profond (The Deep End), film américain réalisé par Scott McGehee et David Siegel[5], avec Tilda Swinton et Goran Visnjic

## Source
- Claude Mesplède (dir.), Dictionnaire des littératures policières, vol. I : A - I, Nantes, Joseph K, coll. « Temps noir », 2007, 1054 p. (ISBN 978-2-910686-44-4, OCLC 315873251) (notice Au pied du mur).
- Claude Mesplède, Les Années "Série noire" : bibliographie critique d'une collection policière, vol. I : 1945-1959, Amiens, Editions Encrage, coll. « Travaux » (no 13), 1992, p. 117